# Footprint
O termo Footprint é originário do conceito Ecological Footprint (ou Pegada ecológica) e derivado de estudos da Ecologia Teórica desenvolvidos desde a década de 70. Sua finalidade é medir as necessidades da humanidade por recursos naturais, incluindo uso de terra, biodiversidade, água e ar. Quando aplicado a empresas, refere-se aos recursos naturais usados por uma organização para viabilizar suas operações, incluindo insumos, água, terra, florestas, energia, geração de resíduos etc.
Mais recentemente, a mensuração do Ecological Footprint passou a considerar os elementos ambientais separadamente, devido à complexidade das redes relacionadas aos ciclos de vida dos insumos e produtos – tanto os utilizados pelas pessoas, quanto pelas empresas. O exemplo mais conhecido é o Carbon Footprint, que considera o total das emissões de carbono associadas a uma operação, empresa, país ou outro recorte predeterminado. 
Outra abordagem possível diz respeito ao plantio e recuperação de áreas iguais ou superiores às áreas utilizadas pelas empresas para suas atividades, nos mais diversos segmentos (mineração, papel e celulose, entre outros).